# Campionato belga di rugby a 15
La Belgian Rugby League è il massimo campionato di rugby a 15 del Belgio. È organizzato dalla Belgian Rugby Union. 
Il primo campionato belga è organizzato dalla federazione nel 1936-37. Si chiamò Challenge Burlet, in onore di Pierre Burlet (giocatore di Schaerbeek morto in un incidente aereo il 4 dicembre 1936), a cui partecipano 7 squadre.
Dal 1945 fino al 1963 non ci fu un vero e proprio campionato del Belgio, infatti le squadre furono iscritte al campionato francese del Comitato delle Fiandre allora chiamato Campionato Franco-belga (attualmente corrisponde al campionato di Francia Nord-Est), la compagine migliore classificata era dichiarata campione del Belgio. Nel 1963 nessun club belga si unirà, favorendo così la nascita di un campionato nazionale con 8 club. 
Dalla stagione 1967-68 la Coppa Burlet, che veniva assegnata al campione belga, divenne la Coppa del Belgio.

## Albo d'oro
| Edizione | Vincitore                  |
| -------- | -------------------------- |
| 1936-37  | Antwerp British Sport Club |
| 1937-38  | Royal Beerschot AC         |
| 1938-39  | Anderlecht                 |
| 1945-46  | Anderlecht                 |
| 1946-47  | Anderlecht                 |
| 1947-48  | Anderlecht                 |
| 1948-49  | Anderlecht                 |
| 1949-50  | Anderlecht                 |
| 1950-51  | Anderlecht                 |
| 1951-52  | Anderlecht                 |
| 1952-53  | Anderlecht                 |
| 1953-54  | Anderlecht                 |
| 1954-55  | Anderlecht                 |
| 1955-56  | Anderlecht                 |
| 1956-57  | RJ Bruxelles               |
| 1957-58  | Anderlecht                 |
| 1958-59  | Anderlecht                 |
| 1959-60  | RJ Bruxelles               |
| 1960-61  | RJ Bruxelles               |
| 1961-62  | RJ Bruxelles               |
| 1962-63  | ASUB Waterloo              |
| 1963-64  | Anderlecht                 |
| 1964-65  | ASUB Waterloo              |
| 1965-66  | Anderlecht                 |
| 1966-67  | Kituro                     |
| 1967-68  | ASUB Waterloo              |

| Edizione | Vincitore        |
| -------- | ---------------- |
| 1968-69  | ASUB Waterloo    |
| 1969-70  | Anderlecht       |
| 1970-71  | Anderlecht       |
| 1971-72  | Anderlecht       |
| 1972-73  | BUC Saint-Josse  |
| 1973-74  | Anderlecht       |
| 1974-75  | Coq Mosan        |
| 1975-76  | Coq Mosan        |
| 1976-77  | Coq Mosan        |
| 1977-78  | ASUB Waterloo    |
| 1978-79  | ASUB Waterloo    |
| 1979-80  | ASUB Waterloo    |
| 1980-81  | Coq Mosan        |
| 1981-82  | Coq Mosan        |
| 1982-83  | Coq Mosan        |
| 1983-84  | ASUB Waterloo    |
| 1984-85  | Brussels British |
| 1985-86  | ASUB Waterloo    |
| 1986-87  | ASUB Waterloo    |
| 1987-88  | ASUB Waterloo    |
| 1988-89  | ASUB Waterloo    |
| 1989-90  | Boitsfort        |
| 1990-91  | Boitsfort        |
| 1991-92  | Boitsfort        |
| 1992-93  | Boitsfort        |
| 1993-94  | ASUB Waterloo    |

| Edizione | Vincitore       |
| -------- | --------------- |
| 1994-95  | Boitsfort       |
| 1995-96  | Kituro          |
| 1996-97  | Boitsfort       |
| 1997-98  | ASUB Waterloo   |
| 1998-99  | Boitsfort       |
| 1999-00  | Rugby Club Visé |
| 2000-01  | Boitsfort       |
| 2001-02  | Boitsfort       |
| 2002-03  | Boitsfort       |
| 2003-04  | Boitsfort       |
| 2004-05  | Boitsfort       |
| 2005-06  | Boitsfort       |
| 2006-07  | Boitsfort       |
| 2007-08  | Boitsfort       |
| 2008-09  | Kituro          |
| 2009-10  | Boitsfort       |
| 2010-11  | Kituro          |
| 2011-12  | Dendermonde     |
| 2012-13  | ASUB Waterloo   |
| 2013-14  | ASUB Waterloo   |
| 2014-15  | Kituro          |
| 2015-16  | Dendermonde     |
| 2016-17  | Dendermonde     |
| 2017-18  | Dendermonde     |
| 2018-19  | La Hulpe        |